# ساتوشي كوجيما
```
ساتوشي كوجيما
 
(
小島 聡
،
 
كوجيما ساتوشي
؟
، ولد في سبتمبر 14, 1970)
 هو 
مصارع محترف
 يابانية، موقعة حاليًا مع اتحاد 
نيو جابان برو ريسلينج
.
[
1
]
 وبصفته مصارعًا فرديًا، كان أول مصارع يحمل لقبي 
بطولة IWGP للوزن الثقيل
 
 
[لغات أخرى]
‏
 في NJPW وبطولة 
التاج الثلاثي
 
 
[لغات أخرى]
‏
 المصارعة التابعتين 
لاتحاد أول جابان برو ريسلينج
 وقت واحد، وواحد من المصارعين الثلاثة الذين حملوا بطولة IWGP للوزن الثقيل، والبطولة التاج الثلاثية 
وبطولة NWA العالمية للوزن الثقيل
 الآخران هما 
كيجي موتوه
 
 
[لغات أخرى]
‏
 
وشينيا هاشيموتو
). كفريق واحد، هو وهيروشي تينزان هما 
أبطال IWGP للفرق
 
 
[لغات أخرى]
‏
 لمدة ست مرات، وأصبحوا أول فريق يفوز ببطولة جي وان تاج ليغ ودوري لتحديد اقوي فريق في العالم في نفس العام. هو وتنزان هما أيضًا بطلان سابقان لأبطال فريق 
لاتحاد ان دبليو ايه
 (NWA). بين NWA ، AJPW ، و NJPW ، حمل كوجيما 19 بطولة مختلفة.
```

## حياة الاولي في المصارعة
مثل العديد من المصارعين اليابانيين، كوجيما لديه خلفية في الجودو، لكنه اختار عدم مواصلة هذه الرياضة عندما ذهب إلى الكلية. حصل على بدء تحميل الشاحنات لصالح اتـحاد نيو جابان برو ريسلينج (NJPW)، وبعد بضعة أشهر من الإقناع أخيراً أقنع المدرب الرئيسي انيمال هاماجوتشي بقبوله في NJPW دوجو.

## مهنة المصارعة المحترفة

### نيو جابان برو ريسلينج (منذ 1991حتي 2002)
دخل كوجيما NJPW دوجو في فبراير 1991. ظهر لأول مرة كمصارع في عيد ميلاده الحادي والعشرين في مباراة ضد شريكه في الفريق المستقبلي هيرويوشي ياماموتو، الذي سيعتمد لاحقًا. في عام 1994، هزم مانابو ناكانيشي في نهائيات كأس الشباب الأسود، وفاز بالبطولة. في نهاية تلك السنة ذهب إلى أوروبا، بما في ذلك فترة في اتحاد المصارع أوري ويليامز البريطاني حيث عرف باسم سوزوكي كاريموتو، [بحاجة لمصدر] وعاد إلى NJPW في يناير 1996. عندما عاد، شكل فريق يدعي ببول باورز مع ناكانيشي، الذي عاد من WCW. في مايو 1997، هزم ريكي تشوشو وكينسوكي ساسكي مع ناكيشي ليصبح بطل IWGP للفرق للمرة الأولى. في نهاية عام 1998 انضم إلى ان دبليو او جابان، بقيادة كيجي موتو. كوجيما وتينازان (و قد اصبحوا يعروفون معا مجتمعين باسم تين كوزي، وبورتامينو أحد أسمائهم المشهورة) وحققا معا لقب IWGP للفرق مرتين

### أول جابان برو ريسلينج (منذ 2002 حتي 2010)
في يناير 2002، وفي مقابل تركيز أنطونيو إينوكي على لقب IWGP العالم للوزن الثقيل حيث أخذ كل الفرص ولم يترك الفرص لاخرين ع، غادر كوجيما اتحاد NJPW مع معلمه كيجي موتو، وانضما إلى أول جابان برو ريسلينج المنافس الأول لاتحاد نيو جابان برو ريسلينج حيث تمكن أخيرًا من الحصول على الدفعة من نجم كبير. وحمل كلا من ألقاب فرق شركة مرتين. في 16 فبراير 2005، فاز ببطولة التاج الثلاثي للوزن الثقيل ‏، وهي بطولة موحدة للوزن الثقيل من قبل اتحاد AJPW من قبل المصارع توشيكي كاوادا. بعد أربعة أيام من تحقيقه لهذا اللقب، فاز ببطولة NJPW للوزن الثقيل، وهي بطولة IWGP للوزن الثقيل، من شريكه السابق في الفريق هيرويوشي تينزان في مباراة ثنائية علي لقبي AJPW و NJPW . المباراة كانت فريدة من نوعها مصممة لتخدع الجماهير في الحضور. كانت الفكرة لجعلها تبدو كما لو كانت المباراة ستنتهي بالتعادل لمدة 60 دقيقة. ومع ذلك، فقبل ثوانٍ فقط من إعلان المباراة تعادلًا زمنيًا، لم يتمكن تينزان من الإكمال، الذي كان معروفًا بإصابتة في الظهر، من الاستمرار، مما أدى إلى إعلان كوجيما الفائز وأصبح بطل الوزن الثقيل IWGP الجديد. توصل مسؤولو NJPW إلى النهاية، والتي صُممت لتبدو وكأنها «خطأ»، بعد أن اتفقوا مع AJPW على أنه سيكون من الأفضل إذا فاز كوجيما بالمباراة، لكن دون الرغبة في إنهاء المباراة بتثيت أو بالإخضاع. في 14 مايو 2005، فاز تينزان بلقب IWGP مرة اخري، ولكن ليس التاج الثلاثي.
عند انضمامه إلى AJPW ، بدأ كوجيما استخدام في استخدام كوجي العظيم (نسخ الاسم من معلمه جريت موتا) وكوسوكي العظيم (نسخ الاسم من المصارع ساسوكي العظيم) لمباريات خاصة.
في 3 يوليو 2006، خسر كوجيما لقب التاج الثلاثي أمام تايو كيا. بعد ثلاثة أيام، تبيّن أن كوجيما سيعود إلى NJPW للتنافس في دوري G1 Climax لعام 2006، حيث خسر في النهائيات ضد شريكه السابق في فريق الفريق ومنافسه هيرويشي تنزان.
في أكتوبر 2006، تم إعلان أن Tencozy سوف ينافسا في بطولة دوري تحديد اقوي فريق العالم. في 2 ديسمبر 2006، فاز Tencozy الذين تصالحا معا بعد فوزهم على سواما وروزي في النهائيات عندما استخدم كوجيما حركة lariat على روزي واجه الثنائي التالي ماساهيرو تشونو وكيجي موتا في عرض ريسلكينجدوم 1 . فقد خسروا عندما أجبر تشونو تينزان علي الاستسلام
في يوليو 2007، صدم كوجيما فريق جيش كل اليابان عندما خانهم وانضم إلى فريق قتلة الفودو، حيث سرعان ما أصبح قائدًا مشاركًا للمجموعة إلى جانب تارو TARU . بعد فترة وجيزة من انضمامه، فاز كوجيما وتارو ببطولة AJPW للفرق من توشياكي كاوادا وتايو كيا. غادر كوجيما المجموعة في عام 2008 بعد عودته من الإصابة إلى جنب مع صديقه اللدود هيرويوشي تينزان وللخلاف مع تحالف جريت باش هيل (مجموعة تينزان السابقة) وفريق قتلة فودو.
في عام 2008، أصبح تينزان وكوجيما أول فريق بطاقة يفوز على الإطلاق ببطولة G1 Tag League وبطولة تحديد اقوي فريق في العالم في نفس العام. في وقت لاحق بدأ فريقهم الأول المسمى اف فور (F riend F ight F an و F uture) مع ياماتو وكاي. انضم العضو الرابع ZODIAC في وقت لاحق من عام 2009. في 26 سبتمبر 2009، بعد أيام قليلة من عيد ميلاده التاسع والثلاثين، قام كوجيما بهزم بطل التاج الثلاثي يوشيهيرو تاكاياما، وأعاد الألقاب إلى اتحاد أول جابان حيث فاز بها للمرة الثانية. وخسر اللقب في 21 مقرس 2010 أمام ريوتا هاما.
طوي كوجيما صفحة AJPW من حياته المهنية عندما قرر ان يصارع بشكل كامل لصالح اتحاده القديم بمشاركته في دوري جي ون كليمكس الذكري العشرون حيث غاب قبل انتهاء عقده مع اتحاده بسبب اصابة وبعد عودته قرر ان لايجدد ويعود لاتحاده القديم

### العودة إلى نيو جابان برو ريسلينج (منذ 2010 إلى الوقت الحاضر)
عاد كوجيما إلى

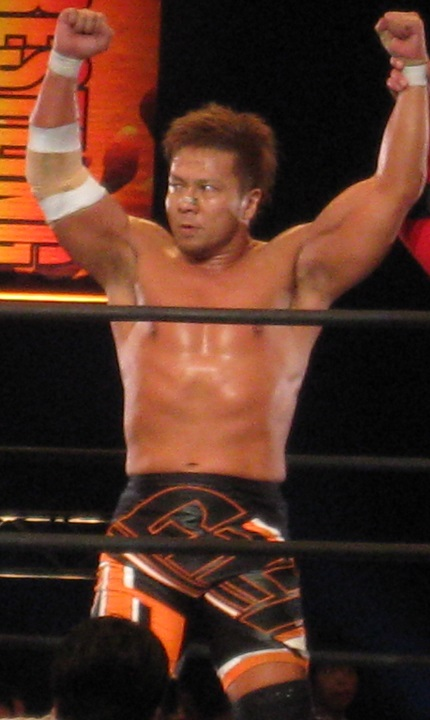
كوجيما في أغسطس 2011

في أغسطس 2010 من أجل المشاركة في بطولة G1 Climax لعام 2010. أخذت له مباراة العودة يوم 6 أغسطس 2010، عندما تعاونت مع شركة الساموراي في مباراة فريق بطاقة، حيث هزموا على يد هيروكي غوتو وريوسوكي تاغوتشي. في جولة روبن من البطولة، فاز كوجيما بخمس مباريات من أصل سبع مباريات وفاز بلوكه للتقدم إلى النهائيات، حيث هزم هيروشي تانهاشي في 15 أغسطس للفوز ببطولة G1 Climax. في 11 أكتوبر، هزم كوجيما توجي ماكابي ليفوز ببطولة IWGP للوزن الثقيل للمرة الثانية. في 11 ديسمبر قام كوجيما بأول دفاع ناجح له عن اللقب، حيث هزم شينسوك ناكامورا. في 14 كانون الأول (ديسمبر)، أعلن كوجيما أنه بدأ مكتبه المستقر، المسمى مؤقتًا كوجيما، وعين تايشي، الذي رافقه إلى الحلبة لمباراة ناكامورا، العضو الأول فيها. تحول كوجيما إلى كعب في 23 ديسمبر، عندما وصل إلى منافسه رقم واحد هيروشي تانهاشي مع الوهق بعد مباراة، حيث هزم مع كوتا إيبوشي تاناهاشي والأمير ديفيت. في 4 يناير 2011، في بطولة ريستل كينجدوم V في قبة طوكيو، خسرت كوجيما بطولة IWGP للوزن الثقيل أمام تاناهاشي. في 30 يناير، هزم كوجيما توجي ماكابي ليحصل على رد مباراة مع تاناهاشي. وفي الوقت نفسه، وسعت Kojima-gun التي أعيدت تسميتها حديثا لتشمل تاكا ميشينوكو ونوساوا رونغاي، الذين استخدموا بدوره اتصالاته للحصول على MVP للانضمام أيضا إلى المجموعة. تلقى كوجيما إعادة مباراة له لبطولة IWGP للوزن الثقيل في 20 فبراير في البداية الجديدة، لكنه خسر مرة أخرى من قبل تاناهاشي. بعد هزيمة كوجيما من قبل توجي ماكابي في 3 مايو، انقلب عليه تايشي وتاكا ميشينوكو وعينوا مينورو سوزوكي العائدين كزعيم جديد لهم، في حين أن كوجيما نفسه شكل شراكة جديدة مع ماكابي و MVP ، الذي غادر الإسطبل بعد تولي سوزوكي الحكم. في 18 يوليو، هزمت سوزوكي كوجيما في مباراة فردية. وكان الاثنين في مباراة العودة يوم 1 أغسطس خلال اليوم الأول من G1 Climax 2011، حيث تمكنت كوجيما من الحصول على الفوز. نجح كوجيما في الفوز بخمس مباريات أخرى في البطولة، لكن خسارته أمام الشريك السابق هيرويوشي تينزان في اليوم الأخير أخرجه من الركض للحصول على مكان في النهائيات. بعد البطولة تم تهميش كوجيما إلى أجل غير مسمى بسبب إصابة في العين خلال المباراة مع تنزان.
خلال البطولة، قام كوجيما بتعليق روب كونواي، مما أدى به إلى تحديه في مباراة العودة لبطولة NWA العالمية للوزن الثقيل. في 4 يناير 2014، في ريسل كينغدوم 8 في طوكيو دوم، هزم كوجيما كونواي ليصبح بطل العالم للوزن الثقيل الجديد. في اليوم التالي، تحدى تينكوزي دون جدوى لعبة IronGodz لبطولة فريق علامات NWA العالمية مع كونواي يعلق كوجيما بعد ضربة قوية. في 9 فبراير في البداية الجديدة في هيروشيما، قدم كوجيما أول دفاع ناجح له عن بطولة NWA العالمية للوزن الثقيل ضد Big Daddy Yum-Yum. بعد يومين في The New Beginning في أوساكا، هزم Tencozy Yum-Yum وMichael Tarver ليحققا فرصة أخرى في بطولة NWA World Tag Team. في 6 أبريل في Invasion Attack 2014، هزم Tencozy The IronGodz ليفوز ببطولة فريق NWA World Tag Team. بعد ستة أيام، وخلال رحلة اليابان الجديدة إلى تايوان، قدم كوجيما دفاعه الناجح الثاني عن بطولة NWA العالمية للوزن الثقيل ضد روب كونواي. في اليوم التالي، دافع Tencozy أيضًا بنجاح عن بطولة NWA World Tag Team ضد The IronGodz. في 3 مايو في المصارعة دونتاكو 2014، هزم كوجيما ويس بريسكو للدفاع الثالث الناجح له عن بطولة NWA World للوزن الثقيل. في 25 مايو في Back to the Yokohama Arena ، دافع Tencozy بنجاح عن بطولة NWA World Tag Team ضد بريسكو وكونواي و KES في مباراة ثلاثية. في الأسبوع التالي، عاد Kojima إلى الولايات المتحدة للدفاع عن بطولة العالم للوزن الثقيل NWA. بعد الدفاعات الناجحة ضد إرميا بلانكيت وداميان واين وهيوستن كارسون، خسر كوجيما اللقب إلى روب كونواي في 2 يونيو في لاس فيغاس. عند عودته إلى اليابان، دافع كوجيما وتينزان بنجاح عن بطولة NWA World Tag Team ضد KES في 21 يونيو في دومينيون 6.21 . بعد أربعة دفاعات ناجحة في اللقب، فقدوا اللقب إلى KES في مباراة العودة يوم 13 أكتوبر في King of Pro-Wrestling . في الشهر التالي، شارك Tencozy في بطولة World Tag League 2014،  حيث أنهى تسجيله بأربعة انتصارات وثلاث خسائر، وفشل في التقدم إلى النهائيات. في أواخر عام 2014، بدأت كوجيما في الظهور لصالح Pro Wrestling Noah ، والتي بلغت ذروتها في تحدي Naomichi Marufuji لبطولة GHC للوزن الثقيل في 10 يناير 2015. في 21 مارس، تحدى Kojima بنجاح Hiroyoshi Tenzan لبطولة NWA العالمية للوزن الثقيل. من 23 يوليو إلى 15 أغسطس، شارك كوجيما في سباق G1 Climax 2015،  حيث أنهى رقما قياسيا من ثلاثة انتصارات وستة خسائر. في 19 مارس 2016، تحدى Kojma Katsuyori Shibata دون جدوى لبطولة NEVER Openweight .
في 27 أغسطس 2017، عاد Kojima لليلة واحدة إلى AJPW ، مصارعة أول مباراة له للشركة منذ خمس سنوات. لقد هزم Suwama في المباراة، لكنه ترك بطعم سيئ بسبب الفوز الذي جاء نتيجة لهجوم سابق على Suwama بواسطة Joe Doering .

### المكسيك (2017)
في 28 يونيو، 2017، أعلن الترويج المكسيكي Consejo Mundial de Lucha Libre (CMLL) أن كوجيما ستقوم بأول ظهور له للترويج في سباق Gran Gran الدولي 2017  تم إقصاؤه من torneo cibernetico في 1 سبتمبر من قبل imoltimo Guerrero . شارك كوجيما أيضًا في حدث أقيم في ترويج Lucha Memes في 3 سبتمبر، وخسر أمام Hechicero .

## وسائل الإعلام الأخرى
يظهر كوجيما، إلى جانب زملائه من مصارعي NJPW ، هيروشي تانهاشي، وهيروشي تنزان، وكازوتشيكا أوكادا، وتيتسويا نايتو، وتورو يانو، كعضو في عصابة جوستيس في لعبة فيديو Yakuza 6: The Song of Life .
- كل مصارعة اليابان للمحترفين

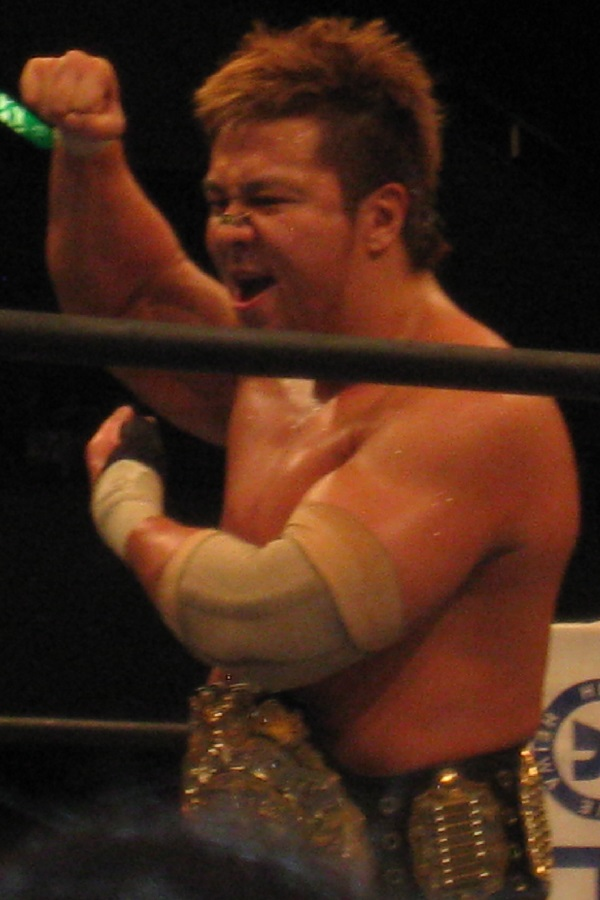
كوجيما كبطل IWGP للوزن الثقيل في ديسمبر 2010

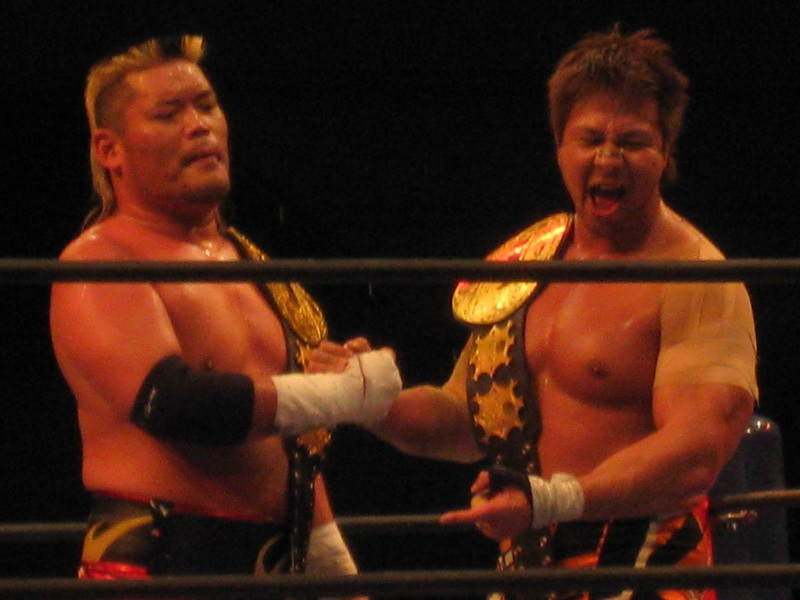
Kojima (يمين) و Hiroyoshi Tenzan كأبطال فريق IWGP Tag في فبراير 2012

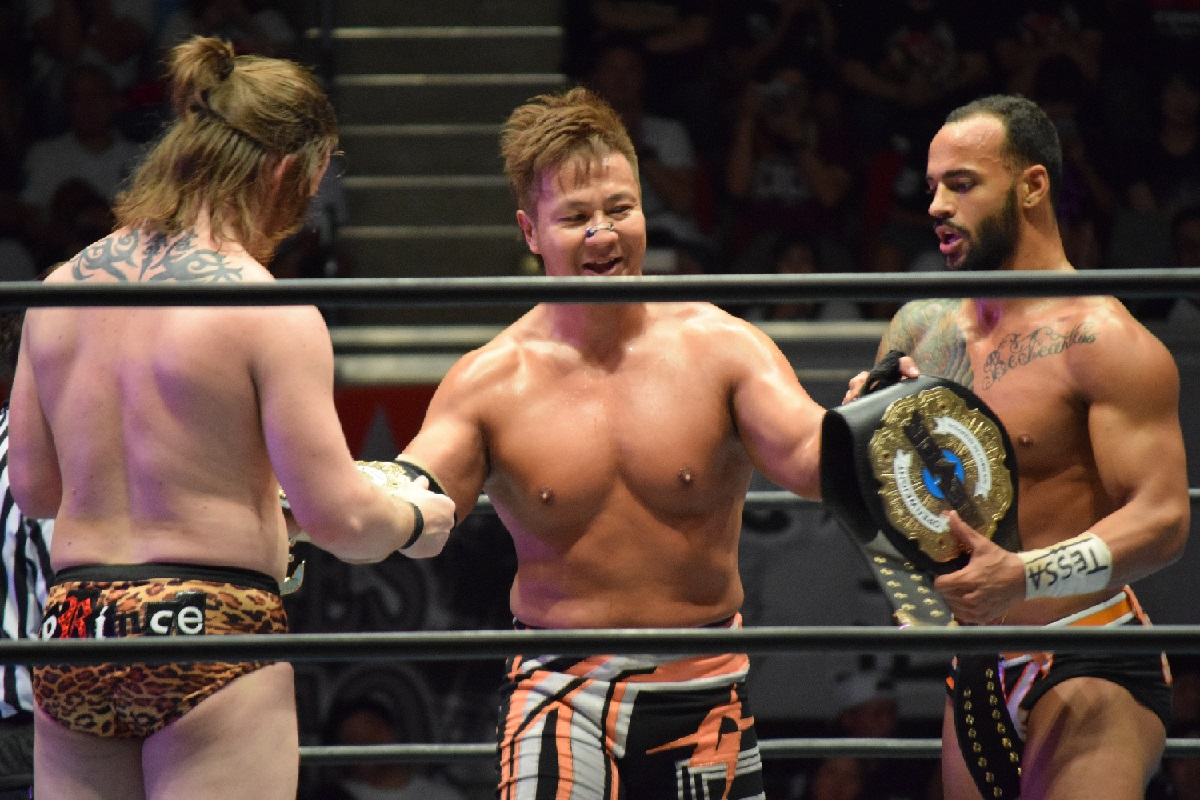
كوجيما في بطولة فريق الوسم بدون أبطال 6 رجال مع ديفيد فينلي (يسار) وريكوش (يمين)

  - كل بطولة آسيا لفريق الفرق (مرة واحدة) - مع شيريو
  - بطولة التاج الثلاثي للوزن الثقيل (2 مرات)
  - بطولة World Tag Team Championship (3 مرات) - مع Taiyō Kea (1) و Kaz Hayashi (1) و TARU (1)
  - بابي STA! ! Tag Tournament (2003) - with Apeman [56]
  - بطل كرنفال (2003)
  - 2 يناير قاعة كوراكوين للوزن الثقيل في معركة رويال (2003) [57]
  - أقوى رابطة لتحديد العلامات في العالم - مع Taiyō Kea (2002)، و Kaz Hayashi (2003)، و Hiroyoshi Tenzan (2006، 2008)
- دوري المصارعة الكبرى
  - بطولة العالم للوزن الثقيل MLW (مرة واحدة) [58]
- التحالف الوطني للمصارعة
  - بطولة NWA العالمية للوزن الثقيل (مرة واحدة) [30]
  - بطولة NWA World Tag Team (مرة واحدة) - مع Hiroyoshi Tenzan [35]
- المصارعة اليابانية الجديدة
  - بطولة IWGP للوزن الثقيل (مرتين) [8][12]
  - بطولة فريق IWGP Tag (7 مرات) - مع Hiroyoshi Tenzan (6) و Manabu Nakanishi (1)
  - NEVER Openweight 6-Tag Team Championship (2 times) - with Matt Sydal and Ricochet (1)، [59] و David Finlay and Ricochet (1) [60]
  - Super Grade Tag League / G1 Tag League - with Keiji Mutoh (1998)، [61] و Hiroyoshi Tenzan (2001، 2008)
  - G1 Climax (2010) [11]
  - كأس الأسد الصغير (1994) [62]
  - جائزة الروح القتالية (2001) [63]
  - Tag Team Best Bout (2000) مع هيرويوشي تنزان vs. مانابو ناكانيشي ويوجي ناجاتا في 9 أكتوبر [64]
- نيككان سبورتس
  - جائزة أفضل فريق بطاقة (2008) مع هيرويوشي تنزان [65]
- برو المصارعة المصور
  - حصل PWI على المرتبة الثالثة من بين أفضل 500 مصارع فردي في PWI 500 في عام 2005
- برو المصارعة Zero1 ماكس
  - مهرجان النار (2003)
- طوكيو الرياضية
  - جائزة أفضل فريق بطاقة (2000) مع هيرويوشي تنزان [66]
  - جائزة الروح القتالية (2010) [67]
  - جائزة MVP (2005) [66]
- النشرة الإخبارية للمراقبين
  - فريق بطاقة العام (2001) مع Hiroyoshi Tenzan

1. 1 2 3 4 5 6 7 8 9 10 11 12 13  "Satoshi Kojima". نيو جابان برو ريسلينغ (باليابانية). Archived from the original on 2019-06-04. Retrieved 2017-07-30.
2. 1 2 3 4 5 6  "Profile". Cozy-Official.net (باليابانية). Archived from the original on 2017-02-15. Retrieved 2015-09-21.
3. 1 2  "Satoshi Kojima 20th Anniversary 「Rush!!」 〜やっちゃうぞバカヤロー〜". نيو جابان برو ريسلينغ (باليابانية). Archived from the original on 2019-04-03. Retrieved 2017-05-17.
4. 1 2  "Resultados Arena México® – 84 Aniversario". كونسيخو مونديال دي لوتشا ليبري (بالإسبانية). Archived from the original on 2017-09-17. Retrieved 2017-09-17.
5. 1 2  "元新日本プロレス北米支部長の大剛鉄之助さん死去　７５歳　天山広吉の名付け親". Daily Sports Online (باليابانية). Kobe Shimbun. 6 Nov 2017. Archived from the original on 2018-08-29. Retrieved 2017-11-06.
6. 1 2  "試合結果" Satoshi Kojima 20th Anniversary 「Rush!!」 ～やっちゃうぞバカヤロー～. نيو جابان برو ريسلينغ (باليابانية). Archived from the original on 2016-01-11. Retrieved 2015-09-21.
7. ↑  Meltzer، Dave (28 فبراير 2005). "February 28, 2005, Wrestling Observer Newsletter". نشرة ريسلينغ أوبزرفر الإعلامية. كامببيل (كاليفورنيا): 1. ISSN:1083-9593.
8. 1 2  Staff، Powerslam. "Power Slam". Looking at: NJPW at the Dome. SW Publishing LTD. ص. 22–23. 132.
9. ↑  Lefort، Kieran (21 مارس 2010). "All Japan Sumo Hall report 3-21 - New Triple Crown champion". بريان ألفاريز/ديف ملتزر. مؤرشف من الأصل في 2010-03-24. اطلع عليه بتاريخ 2010-03-23.
10. ↑  "(Results) New Japan, 8/6/10". Strong Style Spirit. 6 أغسطس 2010. مؤرشف من الأصل في 2012-03-12. اطلع عليه بتاريخ 2010-08-15.
11. 1 2  "(Results) New Japan, 8/15/10". Strong Style Spirit. 15 أغسطس 2010. مؤرشف من الأصل في 2012-03-12. اطلع عليه بتاريخ 2010-08-15.
12. 1 2  "(Results) New Japan, 10/11/10". Strong Style Spirit. 11 أكتوبر 2010. مؤرشف من الأصل في 2010-10-14. اطلع عليه بتاريخ 2010-10-11.
13. ↑  "(Results) New Japan, 12/11/10 & Liger wins another title in USA". Strong Style Spirit. 11 ديسمبر 2010. مؤرشف من الأصل في 2020-03-28. اطلع عليه بتاريخ 2010-12-11.
14. ↑  "小島「棚橋選手は一番負けたくないし、一番負けてはいけない相手」/「レッスルキングダムV」囲み会見（1）". نيو جابان برو ريسلينغ (باليابانية). 14 Dec 2010. Archived from the original on 2016-10-26. Retrieved 2010-12-20.
15. ↑  "(Results) New Japan, 12/23/10". Strong Style Spirit. 23 ديسمبر 2010. مؤرشف من الأصل في 2020-03-28. اطلع عليه بتاريخ 2010-12-23.
16. ↑  "試合結果" レッスルキングダムⅤ ｉｎ 東京ドーム. نيو جابان برو ريسلينغ (باليابانية). Archived from the original on 2016-03-03. Retrieved 2011-01-04.
17. ↑  Caldwell، James (4 يناير 2011). "NJPW News: New Japan announces U.S. tour dates in 2011, new IWGP Hvt. champion determined in Tokyo Dome Show main event". Pro Wrestling Torch. مؤرشف من الأصل في 2016-03-03. اطلع عليه بتاريخ 2011-01-04.
18. ↑  "(Results) New Japan, 1/30/11". Strong Style Spirit. 30 يناير 2011. مؤرشف من الأصل في 2020-03-28. اطلع عليه بتاريخ 2011-02-01.
19. ↑  "小島軍（仮）座談会で小島の本性が暴かれる!?　週刊プロレス3月2日号(vol.1566)は2月16日(水)発売". نيو جابان برو ريسلينغ (باليابانية). 15 Feb 2011. Archived from the original on 2016-10-27. Retrieved 2011-04-09.
20. ↑  "NOSAWA: MVP is coming to New Japan". Strong Style Spirit. 31 يناير 2011. مؤرشف من الأصل في 2011-07-15. اطلع عليه بتاريخ 2011-02-01.
21. ↑  "The New Beginning". نيو جابان برو ريسلينغ (باليابانية). 20 Feb 2011. Archived from the original on 2016-03-03. Retrieved 2011-02-20.
22. ↑  "試合結果" レスリングどんたく 2011. نيو جابان برو ريسلينغ (باليابانية). Archived from the original on 2011-05-08. Retrieved 2011-05-03.
23. ↑  "(Results) New Japan, 5/3/11". Strong Style Spirit. 3 مايو 2011. مؤرشف من الأصل في 2020-03-28. اطلع عليه بتاريخ 2011-05-03.
24. ↑  "(Results) New Japan, 5/15/11 (USA)". Strong Style Spirit. 15 مايو 2011. مؤرشف من الأصل في 2020-03-28. اطلع عليه بتاريخ 2011-05-15.
25. ↑  "New Japan Soul 2011". نيو جابان برو ريسلينغ (باليابانية). Archived from the original on 2016-03-03. Retrieved 2011-07-18.
26. ↑  "(Results) New Japan, 8/1/11". Strong Style Spirit. 1 أغسطس 2011. مؤرشف من الأصل في 2020-03-28. اطلع عليه بتاريخ 2011-08-01.
27. ↑  "ブシロード Presents G1 Climax XXI ～The Invincible Fighter～". نيو جابان برو ريسلينغ (باليابانية). 14 Aug 2011. Archived from the original on 2016-03-03. Retrieved 2011-08-14.
28. ↑  "8/22 card announced, 8/30 card changed; Kojima injured". Strong Style Spirit. 17 أغسطس 2011. مؤرشف من الأصل في 2020-03-28. اطلع عليه بتاريخ 2011-08-17.
29. ↑  "World Tag League 2013". نيو جابان برو ريسلينغ (باليابانية). Archived from the original on 2016-03-30. Retrieved 2013-12-08.
30. 1 2  "バディファイトPresents Wrestle Kingdom 8 in 東京ドーム". نيو جابان برو ريسلينغ (باليابانية). Archived from the original on 2016-01-06. Retrieved 2014-01-04.
31. ↑  Caldwell، James (4 يناير 2014). "Caldwell's NJPW Tokyo Dome results 1/4: Complete "virtual-time" coverage of New Japan's biggest show of the year - four title changes, former WWE/TNA stars featured, more". Pro Wrestling Torch. مؤرشف من الأصل في 2019-04-28. اطلع عليه بتاريخ 2014-01-04.
32. ↑  "New Year Dash !!". نيو جابان برو ريسلينغ (باليابانية). Archived from the original on 2016-03-29. Retrieved 2014-01-05.
33. ↑  "The New Beginning in Hiroshima". نيو جابان برو ريسلينغ (باليابانية). Archived from the original on 2016-03-04. Retrieved 2014-02-09.
34. ↑  "The New Beginning in Osaka". نيو جابان برو ريسلينغ (باليابانية). Archived from the original on 2014-02-22. Retrieved 2014-02-13.
35. 1 2  "Invasion Attack 2014". نيو جابان برو ريسلينغ (باليابانية). Archived from the original on 2016-01-26. Retrieved 2014-04-06.
36. ↑  "Wrestling World 2014 in 台湾". نيو جابان برو ريسلينغ (باليابانية). Archived from the original on 2015-07-25. Retrieved 2014-04-12.
37. ↑  "Wrestling World 2014 in 台湾". نيو جابان برو ريسلينغ (باليابانية). Archived from the original on 2016-03-04. Retrieved 2014-04-13.
38. ↑  "試合結果" レスリングどんたく 2014. نيو جابان برو ريسلينغ (باليابانية). Archived from the original on 2014-05-08. Retrieved 2014-05-03.
39. ↑  "Back to the Yokohama Arena". نيو جابان برو ريسلينغ (باليابانية). Archived from the original on 2016-03-03. Retrieved 2014-05-25.
40. ↑  Caldwell، James (25 مايو 2014). "Caldwell's NJPW iPPV results 5/25: Complete "virtual-time" coverage of live show featuring Styles vs. Okada for IWGP World Title, MOTY Contender, NWA Tag Titles, more". Pro Wrestling Torch. مؤرشف من الأصل في 2019-03-27. اطلع عليه بتاريخ 2014-05-25.
41. ↑  Caldwell، James (3 يونيو 2014). "NWA news: New NWA World champion determined in Vegas". Pro Wrestling Torch. مؤرشف من الأصل في 2016-03-04. اطلع عليه بتاريخ 2014-06-03.
42. ↑  "Dominion 6.21". نيو جابان برو ريسلينغ (باليابانية). Archived from the original on 2014-06-24. Retrieved 2014-06-21.
43. ↑  "King of Pro-Wrestling". نيو جابان برو ريسلينغ (باليابانية). Archived from the original on 2014-10-17. Retrieved 2014-10-13.
44. ↑  "『World Tag League 2014』出場チーム＆公式戦が決定！ 棚橋はヨシタツとタッグ結成！ 桜庭、AJ、柴田、ROH、NWAも参戦!". نيو جابان برو ريسلينغ (باليابانية). 11 Nov 2014. Archived from the original on 2014-11-12. Retrieved 2014-12-05.
45. ↑  "World Tag League 2014". نيو جابان برو ريسلينغ (باليابانية). Archived from the original on 2014-12-10. Retrieved 2014-12-05.
46. ↑  "衝撃! なんと鈴木軍フルメンバーがノアのリングを占拠!　みのるが宣戦布告!　小島はGHCに手が届かず……丸藤の前に轟沈!【1.10ノア結果】". نيو جابان برو ريسلينغ (باليابانية). 11 Jan 2015. Archived from the original on 2016-03-04. Retrieved 2015-01-10.
47. ↑  "Road to Invasion Attack 2015". نيو جابان برو ريسلينغ (باليابانية). Archived from the original on 2016-07-28. Retrieved 2015-03-21.
48. ↑  Sempervive، Mike (18 يوليو 2015). "The Big Audio Nightmare's Guide to the annual New Japan G1 Climax". ديف ملتزر. مؤرشف من الأصل في 2015-08-22. اطلع عليه بتاريخ 2015-08-15.
49. ↑  "試合結果" バディファイトPresents G1 Climax 25. نيو جابان برو ريسلينغ (باليابانية). Archived from the original on 2016-07-26. Retrieved 2015-08-15.
50. ↑  "Road to Invasion Attack 2016". نيو جابان برو ريسلينغ (باليابانية). Archived from the original on 2016-09-24. Retrieved 2016-03-19.
51. ↑  "小島 諏訪魔に勝利も「切ない」 ドーリング乱入でぶち壊し/デイリースポーツ online" 小島　諏訪魔に勝利も「切ない」 ドーリング乱入でぶち壊し. Daily Sports Online (باليابانية). Kobe Shimbun. 28 Aug 2017. Archived from the original on 2017-09-01. Retrieved 2017-08-27.
52. ↑  "Satoshi Kojima de NJPW llegará al Gran Prix del CMLL". MedioTiempo (بالإسبانية). 28 Jun 2017. Archived from the original on 2018-11-17. Retrieved 2017-06-29.
53. ↑  Valdés, Apolo (2 Sep 2017). "Diamante Azul 'brilló' en el Grand Prix 2017". MedioTiempo (بالإسبانية). Archived from the original on 2018-10-17. Retrieved 2017-09-02.
54. ↑  "Lucha Memes". Cagematch. مؤرشف من الأصل في 2019-10-26. اطلع عليه بتاريخ 2017-09-04.
55. ↑  "ニュース" 新日本プロレスリングの人気選手が神室町最大のギャングに？！オカダ、棚橋、内藤ら6選手がPlayStation®4専用ソフト『龍が如く６ 命の詩。』に出演決定！. نيو جابان برو ريسلينغ (باليابانية). 16 Sep 2016. Archived from the original on 2016-09-16. Retrieved 2016-09-16.
56. ↑  Wrestlingdata.com - The World's Largest Wrestling Database نسخة محفوظة 22 أكتوبر 2017 على موقع واي باك مشين.
57. ↑  "Archived copy". مؤرشف من الأصل في 2008-05-06. اطلع عليه بتاريخ 2015-04-09.{{استشهاد ويب}}:  صيانة الاستشهاد: الأرشيف كعنوان (link)
58. ↑  "Major League Wrestling". onlineworldofwrestling.com. مؤرشف من الأصل في 2018-10-22. اطلع عليه بتاريخ 2008-07-08.
59. ↑  Meltzer، Dave (2 يوليو 2016). "NJPW Kizuna Road 2016 live results: Katsuyori Shibata defends NEVER title, Young Bucks, Kenny Omega". نشرة ريسلينغ أوبزرفر الإعلامية. مؤرشف من الأصل في 2019-05-27. اطلع عليه بتاريخ 2016-07-03.
60. ↑  "Destruction in Kobe". نيو جابان برو ريسلينغ (باليابانية). Archived from the original on 2016-09-29. Retrieved 2016-09-25.
61. ↑  Royal Duncan & Gary Will (2000). "Japan: New Japan G-1 (Grade-1) Climax Tag Tournament Champions". Wrestling Title Histories. Archeus Communications. ص. 374. ISBN:0-9698161-5-4.
62. ↑  Royal Duncan & Gary Will (2000). "Japan: New Japan Young Lions Cup Tournament Champions". Wrestling Title Histories. Archeus Communications. ص. 375. ISBN:0-9698161-5-4.
63. ↑  "2001 New Japan Awards". Strong Style Spirit. مؤرشف من الأصل في 2015-09-24. اطلع عليه بتاريخ 2011-04-28.
64. ↑  "2000 New Japan Awards". Strong Style Spirit. مؤرشف من الأصل في 2016-01-11. اطلع عليه بتاريخ 2011-04-28.
65. ↑  Nikkan Sports Awards - 2008. wrestlingscout. 27 فبراير 2016. مؤرشف من الأصل في 2020-03-28. {{استشهاد ويب}}: الوسيط غير صالح |script-title=: بادئة مفقودة (مساعدة)
66. 1 2  "東京スポーツ プロレス大賞：選考経過（2000～2009） – 東京スポーツ新聞社" 東京スポーツ　プロレス大賞. Tokyo Sports (باليابانية). Archived from the original on 2019-04-30. Retrieved 2014-01-20.
67. ↑  "2010 Tokyo Sports awards – New Japan involvement". Strong Style Spirit. 9 ديسمبر 2010. مؤرشف من الأصل في 2020-03-28. اطلع عليه بتاريخ 2010-12-09.

## روابط خارجية
- ساتوشي كوجيما على موقع IMDb (الإنجليزية)
- ساتوشي كوجيما على موقع قاعدة بيانات الفيلم (الإنجليزية)
- ساتوشي كوجيما على موقع WrestlingData.com (الإنجليزية)
- ساتوشي كوجيما على موقع CageMatch worker (الإنجليزية)
- ساتوشي كوجيما على موقع قاعدة بيانات المصارعة على الإنترنت (الإنجليزية)
- ساتوشي كوجيما على موقع عالم المصارعة على الإنترنت (الإنجليزية)
- ساتوشي كوجيما على موقع عالم المصارعة على الإنترنت (الإنجليزية)

- الموقع الرسمي
 (باليابانية)
- بلوق الرسمية